# Newcastle (Nebraska)
Newcastle és una població dels Estats Units a l'estat de Nebraska. Segons el cens del 2000 tenia 299 habitants.

## Demografia
Segons el cens del 2000, Newcastle tenia 299 habitants, 134 habitatges, i 69 famílies. La densitat de població era de 339,5 habitants per km².
Dels 134 habitatges en un 25,4% hi vivien nens de menys de 18 anys, en un 47% hi vivien parelles casades, en un 3,7% dones solteres, i en un 48,5% no eren unitats familiars. En el 47% dels habitatges hi vivien persones soles el 29,1% de les quals corresponia a persones de 65 anys o més que vivien soles. El nombre mitjà de persones vivint en cada habitatge era de 2,23 i el nombre mitjà de persones que vivien en cada família era de 3,33.
Per edats la població es repartia de la següent manera: un 26,4% tenia menys de 18 anys, un 5% entre 18 i 24, un 24,1% entre 25 i 44, un 21,1% de 45 a 60 i un 23,4% 65 anys o més.
L'edat mediana era de 40 anys. Per cada 100 dones de 18 o més anys hi havia 83,3 homes.
La renda mediana per habitatge era de 29.000 $ i la renda mediana per família de 45.750 $. Els homes tenien una renda mediana de 27.125 $ mentre que les dones 16.625 $. La renda per capita de la població era de 13.845 $. Aproximadament el 7,7% de les famílies i el 8,3% de la població estaven per davall del llindar de pobresa.

## Poblacions més properes
El següent diagrama mostra les poblacions més properes.